# La Femme invisible (film, 2009)
Pour les articles homonymes, voir La Femme invisible.
Pour plus de détails, voir Fiche technique et Distribution.
La Femme invisible est un film français réalisé par Agathe Teyssier en 2008, sorti en 2009.

## Synopsis
"Au début, je n'y ai pas cru. Je pensais que les autres ne me voyaient pas parce qu'ils ne faisaient pas attention à moi, parce qu'ils ne me trouvaient pas intéressante, parce qu'au fond, j'étais nulle. C'est après que j'ai compris que, par moments, je devenais vraiment invisible. J'étais là et on me voyait plus! Quelque chose qui n'arrive jamais était en train de m'arriver, à moi."

## Fiche technique
- Titre : La Femme invisible
- Réalisation : Agathe Teyssier
- Scénario : Agathe Teyssier, Cécile Vargaftig, Géraldine Keiflin, Yorick Le Saux et David Thomas
- Musique : Guillaume Teyssier
- Photographie : Yorick Le Saux
- Montage : Marion Monnier
- Décors : Ambroise Cheneau
- Costumes : Anne-Sophie Gledhill
- Son : Martin Sadoux
- Production : Yorick Le Saux et Mani Mortazavi
- Société de production : 4 à 4 Productions, France 3 Cinéma, Solaire Production et CinéCinéma
- Société de distribution : Shellac Distribution (France)
- Pays :  France
- Genre : Comédie fantastique
- Durée : 90 minutes
- Date de sortie : France - 22 juillet 2009

## Distribution
- Julie Depardieu : Lili
- Charlotte Rampling : Rose
- Micheline Dax : Jacqueline, la grand-mère de Lili
- Éric Naggar : Georges, le professeur menant les recherches
- Lolita Chammah : Carole, sœur de Lili
- Louis-Do de Lencquesaing : François, l'époux de Carole
- Suzanne Bricault : Alice
- Annick Alane : Catherine
- Ginette Garcin : Josiane
- Josiane Lévêque : Yvette
- Alban Casterman : Henri, compagnon de Lili
- Rasha Bukvic : Jean
- Juliette Davy : Chloé
- Jeanne Balibar : Fantômette
- Gérard Watkins : Paul
- Jean-Claude Deret : le prêtre
- Paul Bandey : John Wilson
- Pascale Ourbih : Moreno, une patiente
- Julien Meunier : l'assistant chercheur
- Swann Arlaud : le stagiaire chercheur
- Aurélie Matéo : Une comédienne